# Electrodo de cloruro de plata

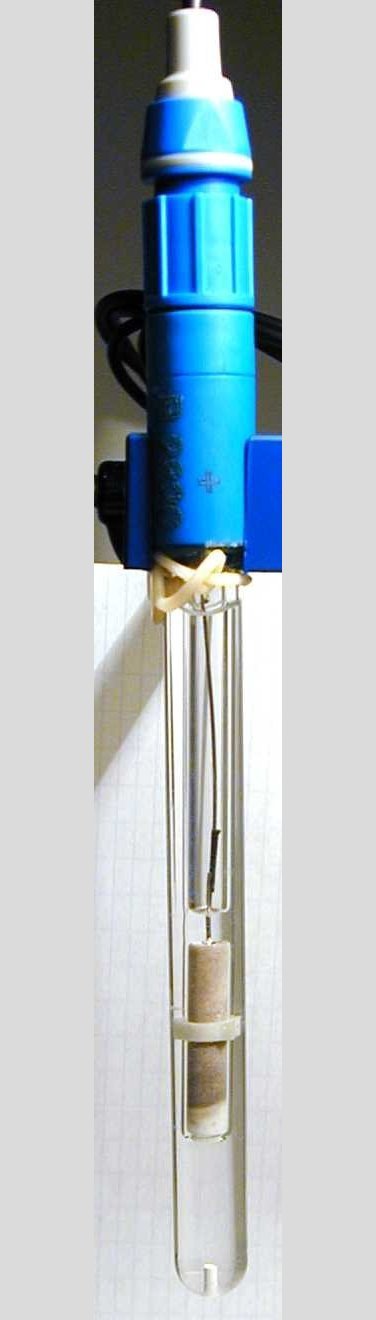
Electrodo de referencia Ag-AgCl

Un electrodo de cloruro de plata es un tipo de electrodo de referencia, utilizado habitualmente en mediciones electroquímicas. Por razones medioambientales, ha sustituido ampliamente al electrodo de calomelanos saturados. Por ejemplo, suele ser el electrodo de referencia interno en los medidores de pH y, a menudo, se utiliza como referencia en las mediciones de potencial de reducción. Como ejemplo de esto último, el electrodo de cloruro de plata es el electrodo de referencia más utilizado para probar sistemas de control de corrosión de protección catódica en entornos de agua de mar.
El electrodo funciona como un electrodo redox reversible y el equilibrio se produce entre el metal de plata (s) sólido (Ag(s)) y su sal sólida-cloruro de plata (AgCl(s), también llamado cloruro de plata(I)) en una solución de cloruro de una concentración determinada.
En notación de celdas electroquímicas, el electrodo de cloruro de plata se escribe, por ejemplo, para una solución electrolítica de KCl 3 M:
{\displaystyle {\ce {{Ag(s)}\ |\ {AgCl(s)}\ |\ KCl\ (3M)}}}
Las semirreacciones correspondientes se pueden presentar de la siguiente manera:
{\displaystyle {\ce {Ag+ + e^- <=> Ag(s)}}}
{\displaystyle {\ce {AgCl(s) + e^- <=> Ag(s) + Cl-}}}
o, se pueden escribir juntos: 
{\displaystyle {\ce {AgCl(s) + Ag(s) + e^- <=> Ag(s) + e^- + Cl^- + Ag+}}}
que se puede simplificar:
{\displaystyle {\ce {AgCl(s) <=> Ag+ + Cl^-}}}
Esta reacción es una reacción reversible  y se caracteriza por una cinética rápida del electrodo, lo que significa que una corriente suficientemente alta puede pasar a través del electrodo con una eficiencia del 100 % de la reacción redox (oxidación anódica y disolución del metal Ag junto con la reducción catódica y deposiciónde los iones Ag+ sobre la superficie del alambre de Ag). Se ha comprobado que la reacción obedece a estas ecuaciones en soluciones de valores de pH comprendidos entre 0 y 13,5.
La siguiente ecuación de Nernst muestra la dependencia del potencial del electrodo de cloruro de plata-plata(I) de la actividad o concentración efectiva de iones cloruro:
{\displaystyle E=E^{0}-{\frac {RT}{F}}\ln a_{{\ce {Cl-}}}}
El potencial de electrodo estándar E0 contra el electrodo de hidrógeno estándar (SHE) es 0.230 V ± 10 mV. Sin embargo, el potencial es muy sensible a las trazas de iones de bromuro que lo hacen más negativo. El potencial estándar más exacto proporcionado por un artículo de revisión de la IUPAC es +0,22249 V, con una desviación estándar de 0,13 mV a 25 °C

## Aplicaciones
Los electrodos de referencia comerciales constan de un cuerpo de electrodo tubular de vidrio o plástico. El electrodo consiste en un alambre de plata metálica (Ag(s)) recubierto con una fina capa de cloruro de plata (AgCl), ya sea físicamente sumergiendo el alambre en cloruro de plata fundido, químicamente electrodepositando el alambre en ácido clorhídrico (HCl) concentrado o electroquímicamente oxidando la plata en un ánodo en una solución de cloruro.
Un filtro poroso (o fibroso) situado en/cerca de la punta del electrodo de referencia permite establecer un contacto líquido entre la solución a medir y la solución electrolítica en equilibrio con el cloruro de plata (AgCl) que recubre la superficie del Ag(s). Un cable eléctrico aislado conecta la varilla de plata con el instrumento de medida. El terminal negativo del voltímetro se conecta al cable de prueba.
El cuerpo del electrodo contiene cloruro de potasio para estabilizar la concentración de cloruro de plata. Cuando se trabaja en agua de mar, este cuerpo se puede eliminar y la concentración de cloruro se fija por la salinidad estable del agua de mar. El potencial de un electrodo de referencia de plata: cloruro de plata con respecto al electrodo de hidrógeno estándar depende de la composición de la solución electrolítica y de la temperatura.
| Electrodo                             | Potencial (E 0 + Elj)   | Coeficiente de temperatura |
| (Unidad) a temperatura ambiente       | (voltio, V) a los 25 °C | (mV/°C) en ~ 25 °C         |
| ------------------------------------- | ----------------------- | -------------------------- |
| Electrodo de hidrógeno estándar (SHE) | 0.000                   | 0.000                      |
| Ag/AgCl/KCl saturado                  | +0.197                  | +0.214                     |
| Ag/AgCl/3,5 mol/kg KCl                | +0.205                  | ?                          |
| Ag/AgCl/3,0 mol/kg KCl                | +0.210                  | ?                          |
| Ag/AgCl/1,0 mol/kg KCl                | +0.235                  | +0.235                     |
| Ag/AgCl/0,6 mol/kg KCl                | +0.250                  | ?                          |
| Ag/AgCl (agua de mar)                 | +0.266                  | ?                          |

Notas a esta tabla :
 (1) La fuente de los datos de la tabla es NACE International (National Association of Corrosion Engineers), excepto cuando se indica una referencia separada.
(2) Elj es el potencial de unión líquida entre el electrolito dado y un electrolito de referencia con una actividad molal de cloruro de 1 mol/kg.
El electrodo tiene muchas características que lo hacen adecuado para su uso en el campo:
- Potencial estable
- Componentes no tóxicos
- Construcción sencilla
- Barato de fabricar: suelen fabricarse con electrolito de cloruro potásico saturado, pero pueden utilizarse con concentraciones más bajas, como 1 :mol/kg de cloruro potásico. Como se ha indicado anteriormente, al cambiar la concentración del electrolito cambia el potencial del electrodo. Por lo tanto, se debe tener cuidado de utilizar electrodos de referencia de cloruro de plata en una cámara sellada con frita de cloruro de potasio saturado (véase la imagen anterior) o, en el caso de la configuración de casi electrodos de referencia (alambre de plata recubierto de cloruro de plata sin frita ni depósito de cloruro de potasio), asegurarse de que la concentración local de cloruro sea constante y lo suficientemente alta como para mantener un potencial estable y una capa estable de cloruro de plata.[7] El cloruro de plata es ligeramente soluble en soluciones fuertes de cloruro de potasio, por lo que a veces se recomienda saturar el cloruro de potasio con cloruro de plata para evitar desprender el cloruro de plata del alambre de plata.

### Sistemas de electrodos biológicos

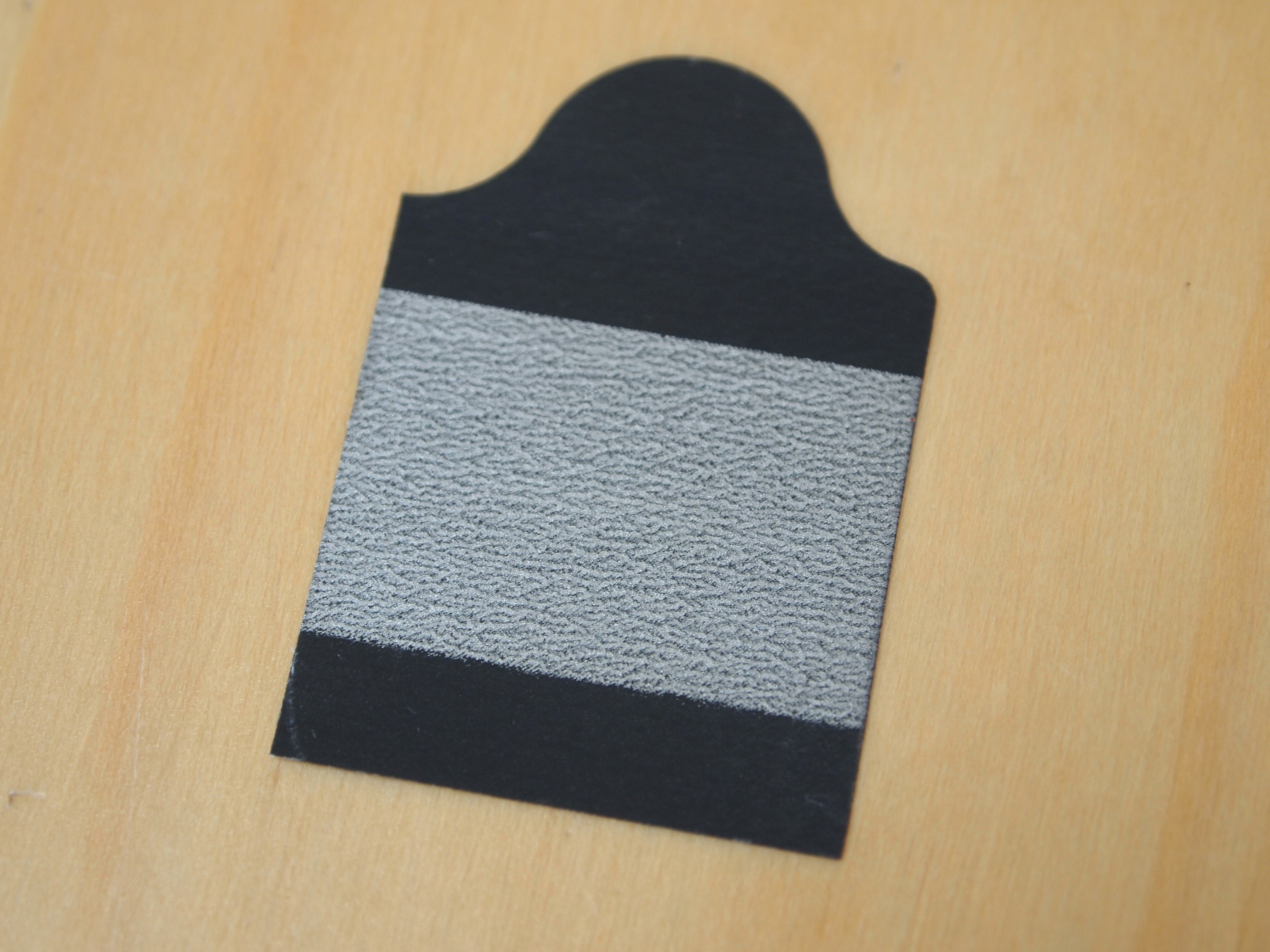
Electrodo de lengüeta con detección de plata/cloruro de plata para electrocardiografía (ECG)

Los electrodos de cloruro de plata también se utilizan en muchas aplicaciones de sistemas de electrodos biológicos, como sensores de biomonitorización como parte de la electrocardiografía (ECG) y la electroencefalografía (EEG), y en la estimulación nerviosa eléctrica transcutánea (TENS) para administrar corriente. Históricamente, los electrodos se fabricaban con plata pura o con metales como el estaño, el níquel o el latón (una aleación de cobre y zinc) recubiertos con una fina película de plata. En las aplicaciones actuales, la mayoría de los electrodos de biomonitoreo son sensores de plata/cloruro de plata que se fabrican revistiendo una fina capa de plata sobre sustratos de plástico mientras que la capa exterior de plata se convierte en cloruro de plata.
El principio de funcionamiento de los sensores de plata/cloruro de plata es la conversión de la corriente de iones en la superficie de los tejidos humanos en corriente de electrones que se envía a través de un cable eléctrico al instrumento de medición. Un componente importante del funcionamiento es el gel electrolítico que se aplica entre el electrodo y los tejidos. El gel contiene iones de cloruro libres, de modo que la carga iónica puede transportarse a través de la solución electrolítica. Por lo tanto, la solución electrolítica tiene la misma conductividad para la corriente iónica que los tejidos humanos. Cuando se desarrolla la corriente iónica, los átomos de plata metálica (Ag(s)) del electrodo se oxidan y liberan cationes Ag+
a la solución, mientras que los electrones descargados transportan la carga eléctrica a través del cable eléctrico. Al mismo tiempo, los aniones cloruro (Cl-) presentes en la solución electrolítica viajan hacia el ánodo (electrodo cargado positivamente) donde se precipitan como cloruro de plata (AgCl) al unirse con los cationes de plata (Ag+) presentes en la superficie del electrodo de Ag(s). La reacción permite que la corriente de iones pase de la solución electrolítica al electrodo, mientras que la corriente de electrones pasa a través del cable eléctrico conectado al instrumento de medida.
Cuando hay una distribución desigual de cationes y aniones, habrá un pequeño voltaje llamado potencial de media celda asociado a la corriente. En el sistema de corriente continua (CC) que utilizan los instrumentos de ECG y EEG, la diferencia entre el potencial de media celda y el potencial cero se muestra como desplazamiento de CC, que es una característica indeseable. La plata/cloruro de plata es una elección común de electrodos biológicos debido a su bajo potencial de media celda de alrededor de +222 mV (SHE), baja impedancia, con una toxicidad menor que la del electrodo de calomel que contiene mercurio.

## Aplicación a temperaturas elevadas
Si se construye adecuadamente, el electrodo de cloruro de plata puede utilizarse hasta a 300 °C. El potencial estándar (es decir, el potencial cuando la actividad de cloruro es de 1 mol/kg) del electrodo de cloruro de plata es una función de la temperatura como sigue:
| Temperatura | Potencial E 0 frente a SHE a la misma temperatura |
| (°C)        | (Voltios)                                         |
| ----------- | ------------------------------------------------- |
| 25          | 0.22233                                           |
| 60          | 0.1968                                            |
| 125         | 0.1330                                            |
| 150         | 0.1032                                            |
| 175         | 0.0708                                            |
| 200         | 0.0348                                            |
| 225         | -0.0051                                           |
| 250         | -0.054                                            |
| 275         | -0.090                                            |

Bard et al. dan las siguientes correlaciones para el potencial estándar del electrodo de cloruro de plata entre 0 y 95 °C en función de la temperatura (donde t es la temperatura en °C):
{\displaystyle E^{0}(V)=0.23659-\left(4.8564\times 10^{-4}\right)t-\left(3.4205\times 10^{-6}\right)t^{2}-\left(5.869\times 10^{-9}\right)t^{3}}
La misma fuente también da el ajuste al potencial de alta temperatura entre 25 y 275 °C, que reproduce los datos de la tabla anterior:
{\displaystyle E^{0}(V)=0.23735-\left(5.3783\times 10^{-4}\right)t-\left(2.3728\times 10^{-6}\right)t^{2}}
La extrapolación a 300 °C da {\displaystyle E^{0}(V)=-0.138\ \mathrm {V} }.
Farmer da la siguiente corrección para el potencial del electrodo de cloruro de plata con 0.1 mol/kg KCl solución entre 25 y 275 °C, teniendo en cuenta la actividad de Cl− a la temperatura elevada:
{\displaystyle E^{0.1\ {\ce {mol/kg\ KCl}}}(V)=0.23735-\left(5.3783\times 10^{-4}\right)t-\left(2.3728\times 10^{-6}\right)t^{2}+\left(2.2671\times 10^{-4}\right)(t+273)}
Para su uso en suelo suelen fabricarse con electrolito saturado de cloruro potásico, pero pueden utilizarse con concentraciones más bajas, como 1 M de cloruro potásico. En agua de mar o agua potable clorada suelen sumergirse directamente sin electrolito separado. Como se ha indicado anteriormente, al cambiar la concentración del electrolito cambia el potencial del electrodo. El cloruro de plata es ligeramente soluble en soluciones fuertes de cloruro de potasio, por lo que a veces se recomienda saturar el cloruro de potasio con cloruro de plata.